# Simon Akwali Okafor
Pour les articles homonymes, voir Okafor.
Simon Akwali Okafor, né le 16 novembre 1934 et mort le 29 août 2014, est un évêque catholique romain originaire du Nigeria.

## Biographie
Né dans l'ancien Ifiteukpo, aujourd'hui Ifitedunu dans la zone de gouvernement local de Dunukofia dans l'État d'Anambra, au Nigeria, le 16 novembre 1934, de Ogbuefi Okafor et de Ifeoma Okafor.

### Principaux ministères
Il est ordonné prêtre 21 juillet 1963 à 29 ans par Godfrey Mary Okoye.
En 1992, Okafor est nommé au siège titulaire d'Augurus (de) et évêque auxiliaire du diocèse catholique romain d'Awka, au Nigeria.
Le 9 septembre 1994, Simon Akwali Okafor, est nommé 2e évêque catholique du diocèse d'Awka à 59 ans. Il prend sa retraite le 17 avril 2010 à 75 ans.
Il meurt le vendredi 29 août 2014 à l'âge de 80 ans ; il est inhumé le 7 octobre 2014 à la chapelle Crept de la cathédrale Saint-Patrick à Awka,.

## Ouvrages
- (en) Pieper's Theory of Festivity: Toward a Philosophy of Nigerian Education (thèse), Columbia University, 1982.
- avec Fred Quist : (en) Philosophy of Education for Beginners, Network Publishers, 1988 (ISBN 9782380059).
- (en) Selected Writings of Rt. Rev. Msgr. (Dr.) S. A. Okafor : 1963-1989, Onitsha, Veritas Press, 1989, 58 p..
- (en) The Catholic School at the Threshold of the Third Millennium, Awka, Fides Publications, 1998.